# Теобалд II (Лотарингия)
Теобалд II (на немски: Theobald II, * 1263, † 13 май 1312) от фамилията Дом Шатеноа, е херцог на Горна Лотарингия от 1303 до смъртта си.

## Биография
Той е най-големият син на херцог Фридрих III († 31 декември 1302) и на Маргарете от Шампан († 1307), дъщеря на Теобалд I, крал на Навара.
През 1298 година Теобалд II участва в битката при Гьолхайм против немския крал Адолф от Насау, в която кралят е убит. През 1302 г. той се бие за френския крал Филип IV в битката при Куртре против фламите, през 1304 г. в битката при Монс-ан-Певеле. След това получава задачата, заедно с Йохан II от Брабант и Амадей V от Савоя, да преговаря за мирен договор.
През 1305 г. Теобалд II придружава Филип до Лион за коронацията на папа Климент V. Климент V му дава задачата да проведе неговия нововъведен десятък при клериците в Лотарингия. Когато Райналд от Бар († 4 май 1316), епископа на Мец, се съпротивлява на решението, избухва война, която завършва в изгода на херцога на Лотарингия.

## Фамилия
Теобалд II се жени през 1278 г. за Изабела (* 1263, † 1326), господарка на Rumigny, дъщеря на Хуго, господар на Rumigny, и на Филипине d'Oulche. Техните деца са:
- Фридрих IV (* 1282, † 1329), негов наследник в Лотарингия
- Матиас († ок. 1330), господар на Darney, Boves и Florennes
- Хуго, господар на Rumigny, Martigny и Aubenton
- Мария, ∞ 1324 Гуй дьо Шатийон († 1362), господар на La Fère-en-Tardenois (Дом Шатийон)
- Маргарете († 1348), ∞ I. ок. 1311 Гуй дьо Дампиер, граф на Зеландия († 1311) (Дом Дампиер); ∞ II. 1313 Лудвиг IV († 1336), граф на Лоон и Chiny
- Изабела († 1353), ∞ Ерхард от Бар († 1337), господар на Pierrepont (Дом Скарпон)
- Филипине, монахиня